# Deutschwald
Deutschwald ist ein Ort im Wienerwald in Niederösterreich und Teil der Gemeinde Purkersdorf im Bezirk St. Pölten.

## Geographie
Das Dorf liegt etwa 16 Kilometer westlich von Wien (Zentrum, 2½ km von der Stadtgrenze), südlich von Purkersdorf, am unteren Deutschwaldbach, einem rechten Nebental des Wientals, auf etwa 270 m ü. A. Seehöhe.
Der Deutschwald wird von drei Bergen umgeben: Dem Gelben Berg (Rudolfshöhe (Wienerwald) 475 m ü. A.) im Osten, dem Speichberg (487 m ü. A.) und davon südlich dem Feuerstein (507 m ü. A.) im Westen.
Nachbarorte
|  | Rechenfeld                                  | Purkersdorf 0 |
|  | Kompassrose, die auf Nachbargemeinden zeigt |               |
|  | Baunzen                                     |               |

## Geschichte
Der Name stammt vom Deutschen Ritterorden, der früher hier Ländereien besaß. 1284 erwarb der Orden hier ausgedehnten Waldbesitz (Burckersdorffer Waldungen), der erst 1766 an das kaiserliche Waldamt verkauft wurde. Noch heute heißt der Wald am Gelben Berg Deutscher Wald. Historisch nicht belegbar ist ein auf dem Georgenberg gelegenes Schloss, das der Ritterorden von den Tempelrittern übernommen haben soll.
Nach ersten Versammlungen 1903 wird 1904 in Deutschwald die erste Schrebergartenkolonie Österreichs namens „Heimgarten“ errichtet. Laut Adressbuch von Österreich waren im Jahr 1938 in Deutschwald drei Gastwirte und einige Landwirte ansässig.